# Galina Prozumenșcikova
Galina Prozumenșcikova (n. 26 noiembrie 1948, Sevastopol, RSFS Rusă, URSS – d. 19 iulie 2015, Moscova, Rusia) a fost o sportivă ce a reprezentat Uniunea Republicilor Sovietice Socialiste, medaliată olimpică. A participat la 3 ediții ale Jocurilor Olimpice (1964, 1968, 1972) în care a câștigat o medalie de aur, două medalii de argint și două medalii de bronz.